# Antoine Musillia
Antoine Musillia (in arabo أنطوان موسيلية‎?; Aleppo, 1940) è un ex cestista egiziano, di origine siriana.

## Carriera
Con l'Egitto ha disputato i Campionati mondiali del 1959.